# Den almindelige fascisme
Den almindelige fascisme (russisk: Обыкновенный фашизм, translit.: Obyknovennyj fasjizm) er en sovjetisk dokumentarfilm i spillefilmformat fra 1965 af produceret af Mosfilm og instrueret af Mikhail Romm.
Filmen består af dokumentaroptagelser, der viser fascismens historie og ideologi, oprindelsen af dette fænomen i Italien, dets yderligere spredning i Spanien og andre europæiske lande, men hovedvægten er på det totalitære system og Nazi-Tysklands forbrydelser under 2. verdenskrig. Senere i filmens analyse gøres med en række interviews og publikationer forsøg på at sammenligne og identificere tysk nationalsocialisme og fascisme generelt med det kommunistiske system i Sovjetunionen og specifikt med stalinismens æra.
Filmen blev distribueret i flere vestlige lande, men fik ikke dansk biografpremiere. Der er dag kendt i Danmark under titlen Den almindelige fascisme og klip fra filmen indgår i filmen Tænk selv - en film om Poul Henningsen.

## Stil
Filmens stil var i høj grad påvirket af arbejder fra den sovjetiske dokumentarist Esfir Sjub, der anses som skaberen af kompilationsfilmen, der genbruger allerede eksisterende optagelser til at skildre historiske begivenheder. Sjubs mest berømte kompilationsfilm, Romanov-dynastiets fald, samlede nyhedsfilm og ugerevyer fra det før-revolutionære Rusland for at skildre zarens tilbagegang og retfærdiggøre den russiske revolution. Inspireret af Sjubs statsgodkendte dokumentarstil hentede Romm materiale til sin dokumentar fra tyske arkiver, arkiver fra efterkrigstidens antifascistiske organisationer, fotoarkiver og arkiver beslaglagt fra det tyske militær.
Romm brugte flere banebrydende teknologier i dokumentaren. Ved at bruge den omvendte afspilningsteknik var Romm i stand til at gentage sekvenser som det kys, som en embedsmand i nazipartiet gav industrimanden Alfried Krupp, som Romm brugte til at fremhæve forholdet mellem det nazistiske parti og storkapitalen. Romm brugte også sekvenser, hvor han stoppede filmen til et still-billede for at fokusere på specifikke øjeblikke fra arkivoptagelserne.
Udover at med medforfatter til filmen manuskript og deltager i filmens klipning og postproduktion, indtalte Romm også filmens speak. Romms unikke ordforråd og intonation blev et af filmens vigtigste identificerende træk.